# Wissenschaftsjahr 1508
Liste der Wissenschaftsjahre

◄ | 1504 | 1505 | 1506 | 1507 | Wissenschaftsjahr 1508 | 1509 | 1510 | 1511 | 1512 | ► | ►►

Weitere Ereignisse
Dieser Artikel behandelt das Wissenschaftsjahr 1508.

## Ereignisse

### Naturwissenschaften

#### Geowissenschaften

##### Geographie / Entdeckungen
- Sebastiano Caboto unternimmt im Auftrag des englischen Königs Heinrich VII. eine Reise auf der Suche nach der Nordwestpassage, die ihn möglicherweise nördlich bis in die Hudson Bay und südlich bis in die Chesapeake Bay führt.
- Amerigo Vespucci wird zum ersten piloto mayor der spanischen Casa de Contratación ernannt. Damit ist er vor allem für die Aktualisierung des Padrón Real zuständig, der Landkarte, auf der alle Neuentdeckungen festgehalten werden.

#### Schriften
- 12. September bis Oktober: Leonardo da Vinci verfasst Manuskript F seiner Pariser Manuskripte. Die Hauptthemen des Manuskripts sind Wasser, Optik, Geologie und Astronomie, wie die Natur des Mondlichts.

## Geboren

### Geburtsdatum gesichert

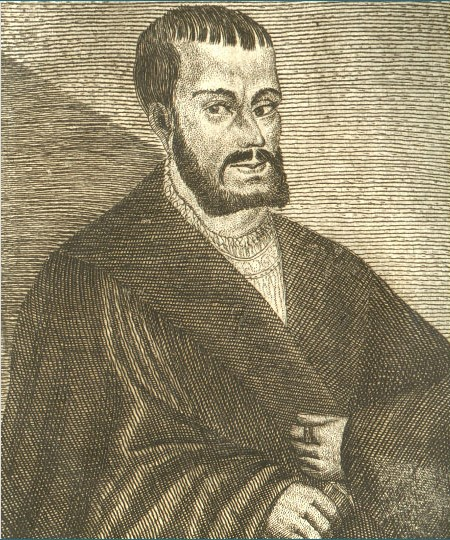
Georg Sabinus; * 23. April

- 23. April: Georg Sabinus, deutscher Gründungsrektor der Universität zu Königsberg († 1560)
- 09. Juni: Primož Trubar, Reformator und Begründer der slowenischen Schriftsprache († 1586)
- 13. Juni: Alessandro Piccolomini, italienischer Dichter, Philosoph und Astronom († 1578)
- 01. September: Franziskus Joel, ungarischer Pharmakologe und Mediziner († 1579)
- 30. November: Andrea Palladio, der bedeutendste Architekt des Manierismus in Oberitalien († 1580)
- 09. Dezember: Gemma R. Frisius, flämischer Mediziner, Astronom, Mathematiker, Kartograf und Instrumentenbauer († 1555)

### Genaues Geburtsdatum unbekannt
- Jerónimo Cardoso, portugiesischer Latinist, Romanist, Lusitanist und Lexikograph († 1569)

## Gestorben

### Todesdatum gesichert

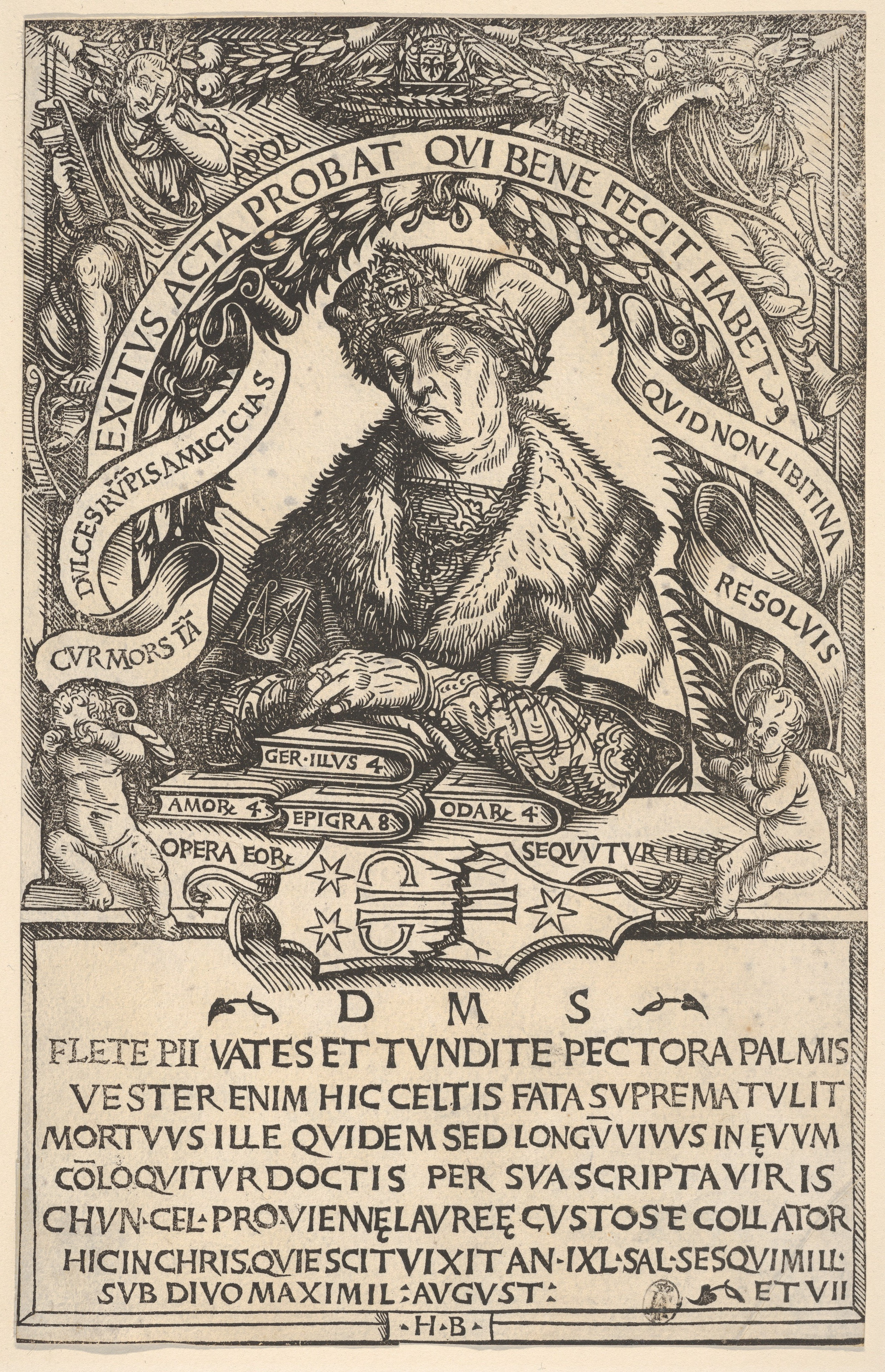
Conrad Celtis; † 4. Februar

- 04. Februar: Conrad Celtis, deutscher Dichter und Humanist (* 1459)

### Genaues Todesdatum unbekannt
- Isaak Abrabanel, jüdischer Bibelkommentator und Philosoph, Politiker und Finanzmann im Dienste der Könige von Portugal, Spanien und Neapel und der Dogen von Venedig (* 1437)
- Lourenço de Almeida, portugiesischer Seefahrer und Entdecker (* um 1480)